# 泰國皇家鑄幣廠

泰國皇家鑄幣廠是泰國的鑄幣廠，位於巴吞他尼府，屬泰國財政部管轄。
泰國皇家鑄幣廠設立於1860年，並在2002年搬遷至現在的地址。泰銖硬幣由泰國皇家鑄幣廠生產。

## 外部連結
- （泰語） Royal Thai Mint website.

14°0′35.22″N 100°37′3.33″E / 14.0097833°N 100.6175917°E